# Куоко, Кейли
Ке́йли Кристи́н Куо́ко (англ. Kaley Christine Cuoco [ˈkeɪliː ˈkwoʊkoʊ]; род. 30 ноября 1985 года, Камарилло, Калифорния, США) — американская актриса. В октябре 2014 года стала обладательницей звезды № 2532 на голливудской «Аллее славы».

## Ранние годы
Родилась в городе Камарилло, штат Калифорния в семье Лэйн Энн, домохозяйки, и Гэри Кармин Куоко, риелтора. Её отец имеет итальянское происхождение, а мать — британское и немецкое. Сестра Кейли Бриана участвовала в пятом сезоне шоу «Голос». С 3 до 16 лет Кейли серьёзно занималась теннисом.

## Карьера
Впервые Кейли Куоко предстала перед телекамерами в 8 месяцев — снялась в рекламе детских игрушек. В 6 лет её снова пригласили на съёмки. На этот раз Кейли появилась в рекламных сюжетах, посвящённых куклам Барби, а вскоре начала участвовать и в театральных постановках пьес «Энни» и «Скрипач на крыше». 
Она профессионально занималась теннисом и мечтала стать знаменитой спортсменкой, но, забавы ради, ходила с друзьями в студию актёрского мастерства. 
В 2002 году ей предложили одну из главных ролей в комедийном сериале «8 простых правил для друга моей дочери-подростка». 
В 2005 году Кейли получила роль Билли в последнем сезоне «Зачарованных».
В 2007 году начала сниматься в одной из главных ролей в сериале «Теория Большого взрыва», который позже стал одним из самых просматриваемых сериалов на американском телевидении. Также снялась в двух эпизодах сериала «Побег».
11-12 сентября 2010 во время урока верховой езды упала с лошади и сломала ногу. Осматривая повреждение в госпитале, хирург сказал, что одним из возможных вариантов может оказаться ампутация ноги. К счастью, до этого не дошло, но принять участие в съёмках следующих двух серий «Теории Большого взрыва» она не смогла, так что в них пришлось менять сценарий. В нескольких следующих сериях сценарий также был изменён, чтобы не было заметно гипса на ноге. По словам Кейли, её ногу скрывали примерно так же, как у актрис из сериалов обычно «прячут» беременность. Вместо обычной роли официантки она в этих сериях играла роль бармена за стойкой. 
С 2016 года занимает второе место в ежегодном рейтинге Forbes «Самые высокооплачиваемые актрисы телевидения».
Озвучила заглавную роль в мультсериале Харли Квинн, выступив также одним из исполнительных продюсеров. 
В 2017 году создала компанию Yes, Norman Productions (названную в честь своей собаки Нормана). Продюсерский дебют компании — вышедший на экраны в ноябре 2020 года мини-сериал «Бортпроводница», в котором Куоко исполняет главную роль.
Удостоилась номинаций и наград ряда телепремий за роли в сериалах «8 простых правил» и «Теория Большого взрыва». Также лауреат антипремии «Золотая малина» 2016 года за роль второго плана в фильме «Шафер напрокат».

## Личная жизнь
Кейли Куоко встречалась со своим партнёром по сериалу «Теория Большого взрыва» Джонни Галэки около двух лет (между 2007 и 2010 годами). Летом 2013 года встречалась с актёром Генри Кавиллом.
В 2013—2016 годах Кейли была замужем за теннисистом Райаном Свитингом.
В 2016—2021 была в отношениях с профессиональным наездником Карлом Куком, сыном миллиардера Скота Кука. Они обручились 30 ноября 2017 года, в день 32-летия Куоко, а 30 июня 2018 года они сыграли свадьбу. В начале 2022 года пара сообщила о своем расставании.
В октябре 2022 года стало известно, что Куоко и её возлюбленный актёр Том Пелфри ждут первенца (девочку). 30 марта 2023 года у актрисы и её супруга родилась дочь, которой дали имя Матильда Кармин Ричи Пелфри.

## Фильмография
| Год          |     | Русское название                               | Оригинальное название                  | Роль                      |
| ------------ | --- | ---------------------------------------------- | -------------------------------------- | ------------------------- |
| 1992         | тф  | Зыбучие пески: Нет выхода                      | Quicksand: No Escape                   | Конни Рейнхард            |
| 1994         | с   | Северная сторона                               | Northern Exposure                      | Миранда в 7 лет           |
| 1994         | с   | Моя так называемая жизнь                       | My So-Called Life                      | Анджела в детстве         |
| 1995         | ф   | Виртуозность                                   | Virtuosity                             | Карин Картер              |
| 1996         | с   | Эллен                                          | Ellen                                  | Эллен Морган в детстве    |
| 1997         | ф   | Портрет совершенства                           | Picture Perfect                        | маленькая девочка         |
| 1997         | тф  | Зубная фея                                     | Toothless                              | Лори                      |
| 1998         | тф  | Идеальный убийца                               | Mr. Murder                             | Шарлотт Стиллуотер        |
| 1998         | с   | Шоу Тони Данзы                                 | The Tony Danza Show                    | Пэмми Грин                |
| 1999         | ф   | Вместе навсегда                                | Can’t Be Heaven                        | Тереза Пауэрс             |
| 2000         | тф  | Меткий бросок                                  | Alley Cats Strike                      | Элайза Бауэрс             |
| 2000         | тф  | —                                              | Growing Up Brady                       | Морин Маккормик           |
| 2000         | с   | Не забудь свою зубную щётку                    | Don’t Forget Your Toothbrush           | Эшли                      |
| 2000         | с   | —                                              | Homewood P.I.                          | Лорен Крейн               |
| 2000—2001    | с   | Дамский угодник                                | Ladies Man                             | Бонни Стайлз              |
| 2001         | с   | Седьмое небо                                   | 7th Heaven                             | Линн                      |
| 2001         | кор | —                                              | Nathan’s Choice                        | Оливия                    |
| 2002         | с   | Первый понедельник                             | First Monday                           | Алисса                    |
| 2002         | с   | Комната кошмаров                               | The Nightmare Room                     | Кристин Феррис            |
| 2002         | с   | Шоу Эллен                                      | The Ellen Show                         | Ванесса                   |
| 2002—2005    | с   | 8 простых правил                               | 8 Simple Rules                         | Бриджет Хеннесси          |
| 2004         | с   | —                                              | The Help                               | Карли Майклс              |
| 2004         | с   | 10,5 баллов                                    | 10.5                                   | Аманда Уильямс            |
| 2004         | тф  | Преступления моды                              | Crimes of Fashion                      | Брук                      |
| 2004         | тф  | Возвращение в Сонную Лощину                    | The Hollow                             | Карен                     |
| 2004         | ф   | —                                              | Debating Robert Lee                    | Марали Роджерс            |
| 2004         | с   | Настоящие дикари                               | Complete Savages                       | Эрин                      |
| 2004—2006    | мс  | Брэнди и Мистер Вискерс                        | Brandy & Mr. Whiskers                  | Брэнди Харрингтон         |
| 2005         | ки  | —                                              | Bratz Rock Angelz                      | Кёрсти                    |
| 2005         | ф   | —                                              | Lucky 13                               | Сара Бейкер               |
| 2005—2006    | мс  | Лунатики                                       | Loonatics Unleashed                    | Пола Хейес / флюгер       |
| 2005—2006    | с   | Зачарованные                                   | Charmed                                | Билли Дженкинс            |
| 2005—2006    | мс  | Братц                                          | Bratz                                  | Кёрсти                    |
| 2006         | мф  | Братц: Магическая сила                         | Bratz: Genie Magic                     | Кёрсти                    |
| 2006         | ф   | —                                              | Wasted                                 | Кэти                      |
| 2006         | мф  | Братц: Королевы моды                           | Bratz: Passion 4 Fashion — Diamondz    | Кёрсти                    |
| 2006         | тф  | —                                              | Separated at Worth                     | Гэбби                     |
| 2006         | с   | Секреты маленького городка                     | Secrets of a Small Town                | Мисти Андерс              |
| 2006—2008    | мс  | Аллергия на монстров                           | Monster Allergy                        | Елена Потейто             |
| 2007         | тф  | Быть толстой, как я                            | To Be Fat Like Me                      | Элисон                    |
| 2007         | с   | Побег                                          | Prison Break                           | Саша                      |
| 2007         | ф   | Клуб «Кошечка»                                 | Cougar Club                            | Аманда                    |
| 2007—2019    | с   | Теория Большого взрыва                         | The Big Bang Theory                    | Пенни                     |
| 2008         | ф   | Зимние мертвецы                                | Killer Movie                           | Бланка Чемпион            |
| 2010         | ф   | Пентхаус                                       | The Penthouse                          | Эрика                     |
| 2011         | ф   | Бунт ушастых                                   | Hop                                    | Сэм О’Хеар                |
| 2011         | ф   | Последняя поездка                              | The Last Ride                          | Ванда                     |
| 2012         | тф  | Дрю Питерсон: Неприкасаемый                    | Drew Peterson: Untouchable             | Стейси Питерсон           |
| 2013         | мф  | —                                              | Bratz: Go to Paris the Movie           | Твивил                    |
| 2014         | ф   | Неизвестные авторы                             | Authors Anonymous                      | Ханда Ринальди            |
| 2014         | ф   | Миллион способов потерять голову               | A Million Ways to Die in the West      | девушка в магазине        |
| 2015         | ф   | Шафер напрокат                                 | The Wedding Ringer                     | Гретхен Палмер            |
| 2015         | ф   | Похороны Бодхи                                 | Burning Bodhi                          | Кэти                      |
| 2015         | ф   | Элвин и бурундуки: Грандиозное бурундуключение | Alvin and the Chipmunks: The Road Chip | Элеанор                   |
| 2016         | ф   | Почему он?                                     | Why Him?                               | Джастин                   |
| 2017         | ф   | Красавчик                                      | Handsome: A Netflix Mystery Movie      | в роли самой себя         |
| 2019 — н. в. | мс  | Харли Квинн                                    | Harley Quinn                           | Харли Квинн               |
| 2020         | с   | Бортпроводница                                 | The Flight Attendant                   | Кэсси Боуден              |
| 2021         | с   | Умерь свой энтузиазм                           | Curb Your Enthusiasm                   | Хайди                     |
| 2023         | с   | Основано на реальных событиях                  | Based on a True Story                  | Ава                       |
| 2023         | ф   | Моя жена киллер                                | Role Play                              | Эмма Брекетт / Анна Пелер |
|              | с   | Ичезнувший                                     | Vanished                               | Элис                      |